# Australian Ice Hockey League 2012
Die Saison 2012 war die zwölfte Spielzeit der Australian Ice Hockey League, der höchsten australischen Eishockeyspielklasse. Meister wurden zum insgesamt dritten Mal in der Vereinsgeschichte die Melbourne Ice.

## Modus
In der Regulären Saison absolvierte jede der neun Mannschaften insgesamt 24 Spiele, wobei die Liga in zwei Conferences aufgeteilt war. Die Bauer Conference hatte mit vier Mannschaften einen Teilnehmer weniger als die Easton Conference. Die beiden bestplatzierten Mannschaften jeder Conference qualifizierten sich für die Playoffs, in denen der Meister ausgespielt wurde. Für einen Sieg nach regulärer Spielzeit erhielt jede Mannschaft drei Punkte, für einen Sieg nach Overtime zwei Punkte, für eine Niederlage nach Overtime einen Punkt und für eine Niederlage nach der regulären Spielzeit null Punkte.

## Reguläre Saison

### Bauer Conference
|    | Klub                  | Sp | S  | OTS | OTN | N  | Tore   | Punkte |
| -- | --------------------- | -- | -- | --- | --- | -- | ------ | ------ |
| 1. | Newcastle North Stars | 24 | 16 | 2   | 0   | 6  | 120:78 | 52     |
| 2. | Sydney Ice Dogs       | 24 | 12 | 1   | 2   | 9  | 96:99  | 40     |
| 3. | Sydney Bears          | 24 | 9  | 2   | 1   | 12 | 92:93  | 32     |
| 4. | Canberra Knights      | 24 | 4  | 4   | 2   | 14 | 73:116 | 22     |

Sp = Spiele, S = Siege, U = Unentschieden, N = Niederlagen, OTS = Overtime-Siege, OTN = Overtime-Niederlage, SOS = Penalty-Siege, SON = Penalty-Niederlage

### Easton Conference
|    | Klub                    | Sp | S  | OTS | OTN | N  | Tore   | Punkte |
| -- | ----------------------- | -- | -- | --- | --- | -- | ------ | ------ |
| 1. | Melbourne Ice           | 24 | 15 | 3   | 0   | 6  | 109:68 | 51     |
| 2. | Adelaide Adrenaline     | 24 | 13 | 1   | 2   | 8  | 96:76  | 43     |
| 3. | Gold Coast Blue Tongues | 24 | 10 | 0   | 3   | 11 | 81:85  | 33     |
| 4. | Perth Thunder           | 24 | 10 | 0   | 2   | 12 | 81:80  | 32     |
| 5. | Melbourne Mustangs      | 24 | 5  | 1   | 2   | 16 | 54:107 | 19     |

Sp = Spiele, S = Siege, U = Unentschieden, N = Niederlagen, OTS = Overtime-Siege, OTN = Overtime-Niederlage, SOS = Penalty-Siege, SON = Penalty-Niederlage

## Playoffs

### Halbfinale
- Adelaide Adrenaline – Newcastle North Stars 4:5
- Sydney Ice Dogs – Melbourne Ice 2:6

### Finale
- Melbourne Ice – Newcastle North Stars 4:3